# Arles

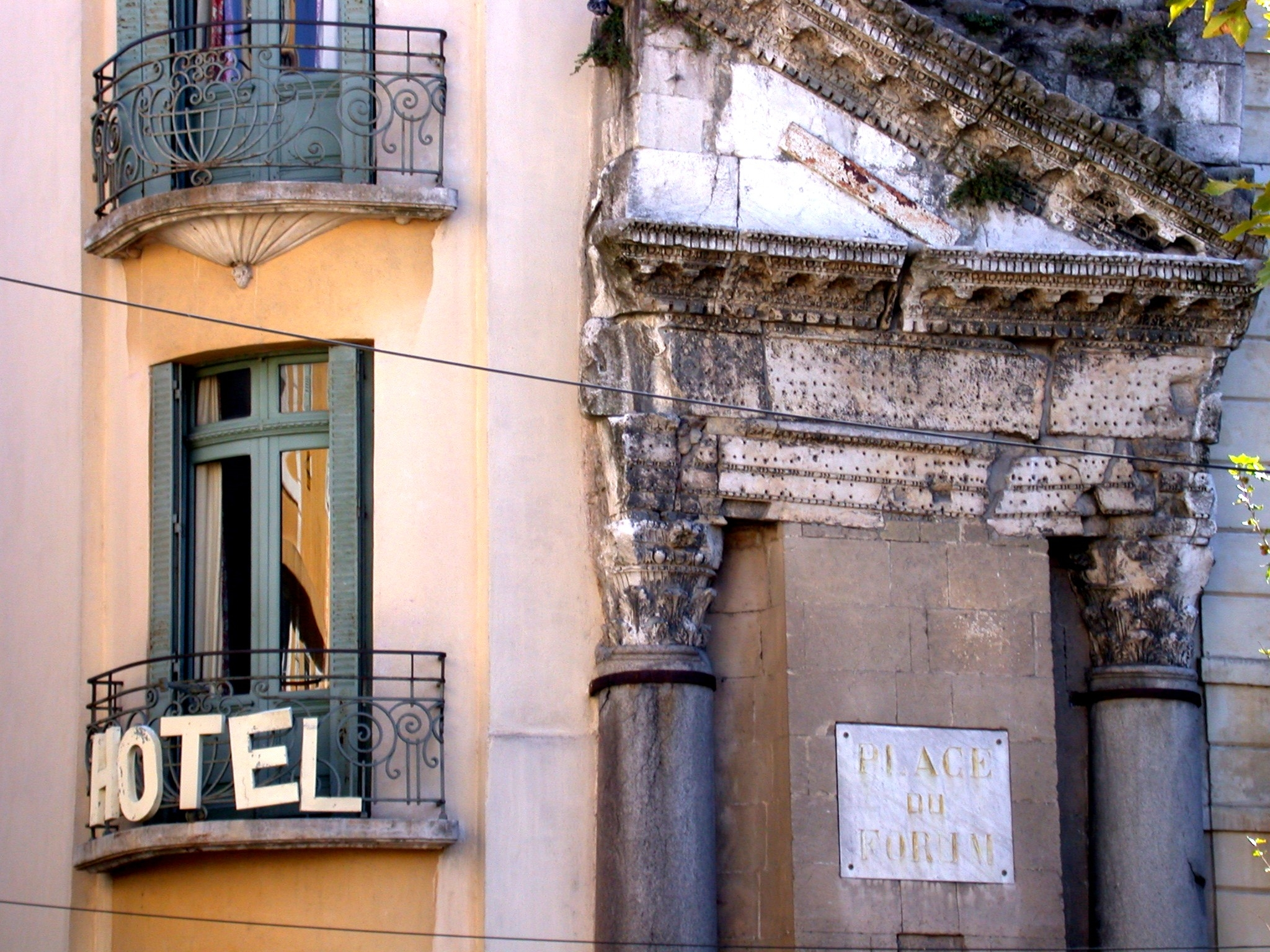
Arles. Forum (romersk ruin) och hotell

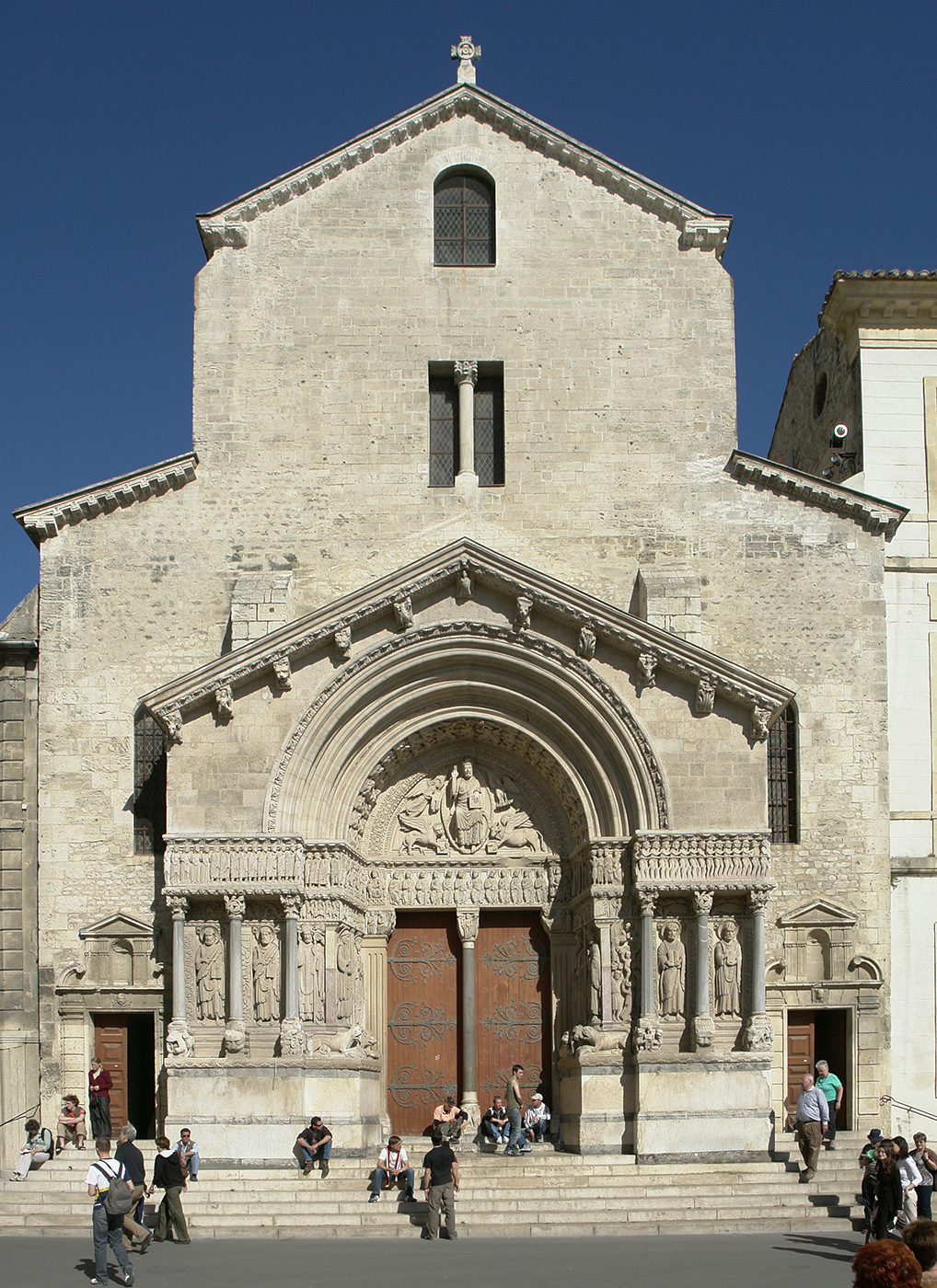
Saint Trophimus portal.

Arles (occitanska: Arle) är en stad och kommun i departementet Bouches-du-Rhône i regionen Provence-Alpes-Côte d'Azur på Rhônes västra strand i sydöstra Frankrike. År 2022 hade Arles 51 156 invånare. Staden ligger 23 kilometer från Medelhavet. Arles var från antiken till 1822 ärkebiskopssäte.
1981 sattes romerska och romanska monument i Arles upp på Unescos världsarvslista.

## Sevärdheter
Det finns många fornlämningar i Arles. Här finns en amfiteater från romartiden, som rymmer 25 000 åskådare, som under 1800-talet började användas till arena för tjurfäktning. Därtill finns ruiner av en antik teater, där Venus från Arles blev återfunnen 1651. Utanför staden utbreder sig Alyscamps (Elysii campi), gravplats från romartiden. Dessutom finns lämningar av ett gammalt forum, termer och ett palats från kejsar Konstantins tid. 2008 hittade dykare en byst av Julius Caesar i Rhône. Den är daterad till 46 f.Kr. och därmed den enda som är från under hans livstid och troligen den mest lika.
Kyrkan Saint Trophimus, som tidigare var stadens katedral, leder sitt ursprung från början av 600-talet. Dess portal med en framställning av domedagen räknas till en av den romanska arkitekturens mästerverk, liksom kolumnerna i det angränsande klostret.
Det var till Arles Vincent van Gogh flyttade 1888 och i det Gula huset inredde det så kallade Solrosrummet åt konstnärskollegan Paul Gauguin.
1834 anlades Arleskanalen, 1864 kanalen S:t Louis, som förbinder staden med hamnen vid Bouc.

## Historia
Arles hette tidigare Arelas eller Arelate och var redan en ansenlig stad då det, 46 f.Kr., gjordes till en romersk militärkoloni av Julius Caesar. Sin blomstringstid uppnådde staden under Konstantin den store, som upphöjde det till Galliens huvudstad under tillnamnet Constantina. Arles blev därefter säte för en ärkebiskop och den franska handelns främsta stapelplats. Flera gånger erövrat och förstört av visigoter, ostrogoter och saracener, bevarade det likväl länge sin glans.
879 blev Arles huvudstad i det burgundiska kungariket Arelat, som grundades av greve Boso. Under greve Rudolf införlivandes staden år 888 i Cisjuranska Burgund. Under 1100-talet gjorde sig Arles oavhängigt, men underkastade sig Karl I av Anjou 1251 och införlivades slutligen med Frankrike genom Ludvig XIII. Flera viktiga synoder har blivit hållna i Arles. 1822 hamnade ärkebiskopssäteet i Arles under Aix i Aix-en-Provence.

## Befolkningsutveckling
| Befolkningsutvecklingen i Arles 1968–2021 | Befolkningsutvecklingen i Arles 1968–2021 | Befolkningsutvecklingen i Arles 1968–2021 | Befolkningsutvecklingen i Arles 1968–2021 | Befolkningsutvecklingen i Arles 1968–2021 |
| ----------------------------------------- | ----------------------------------------- | ----------------------------------------- | ----------------------------------------- | ----------------------------------------- |
|                                           |                                           |                                           |                                           |                                           |
| År                                        |                                           |                                           | Folkmängd                                 |                                           |
| 1968                                      | 1968                                      |                                           | 45 774                                    |                                           |
| 1975                                      | 1975                                      |                                           | 50 059                                    |                                           |
| 1982                                      | 1982                                      |                                           | 50 500                                    |                                           |
| 1990                                      | 1990                                      |                                           | 52 058                                    |                                           |
| 1999                                      | 1999                                      |                                           | 50 513                                    |                                           |
| 2007                                      | 2007                                      |                                           | 52 197                                    |                                           |
| 2015                                      | 2015                                      |                                           | 52 886                                    |                                           |
| 2021                                      | 2021                                      |                                           | 50 415                                    |                                           |

## Bildgalleri

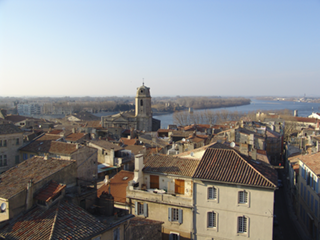
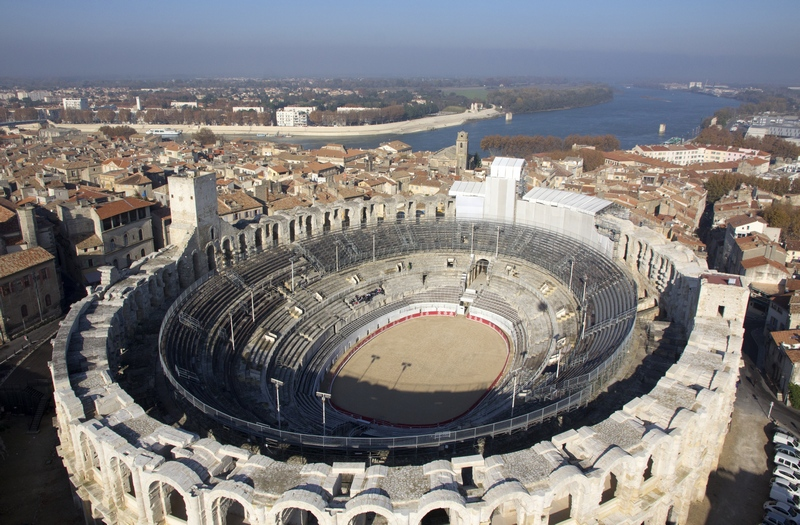
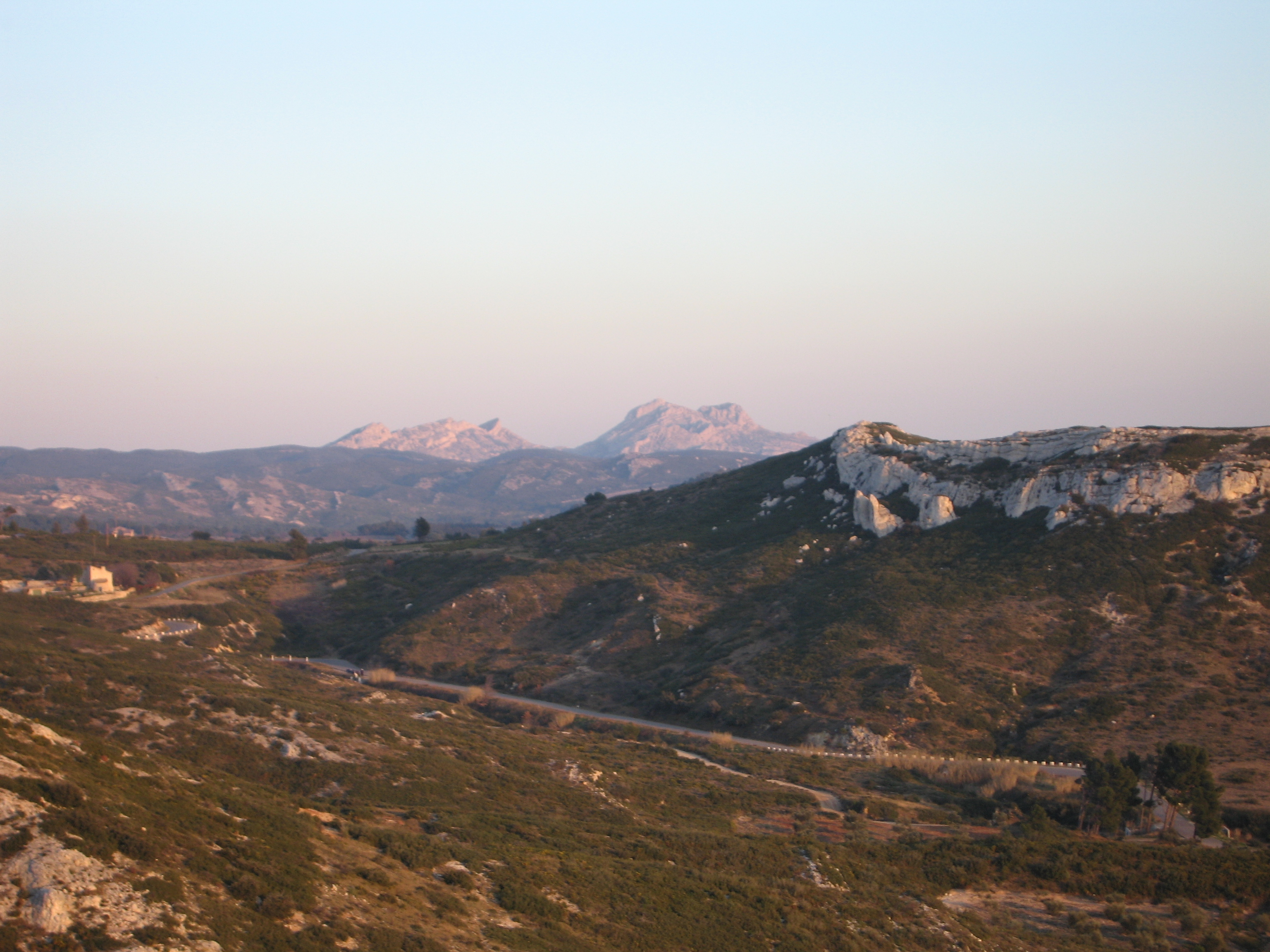
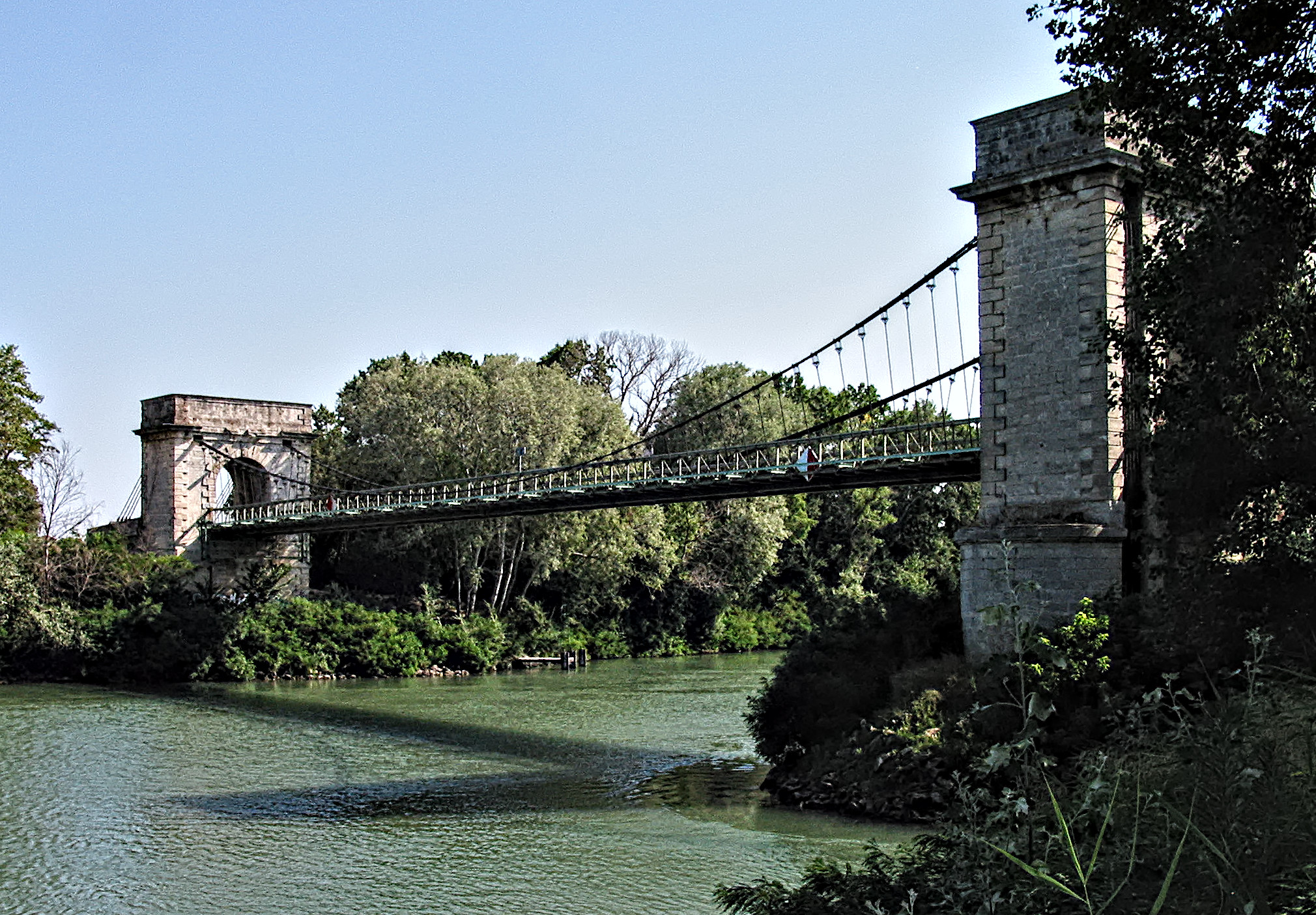
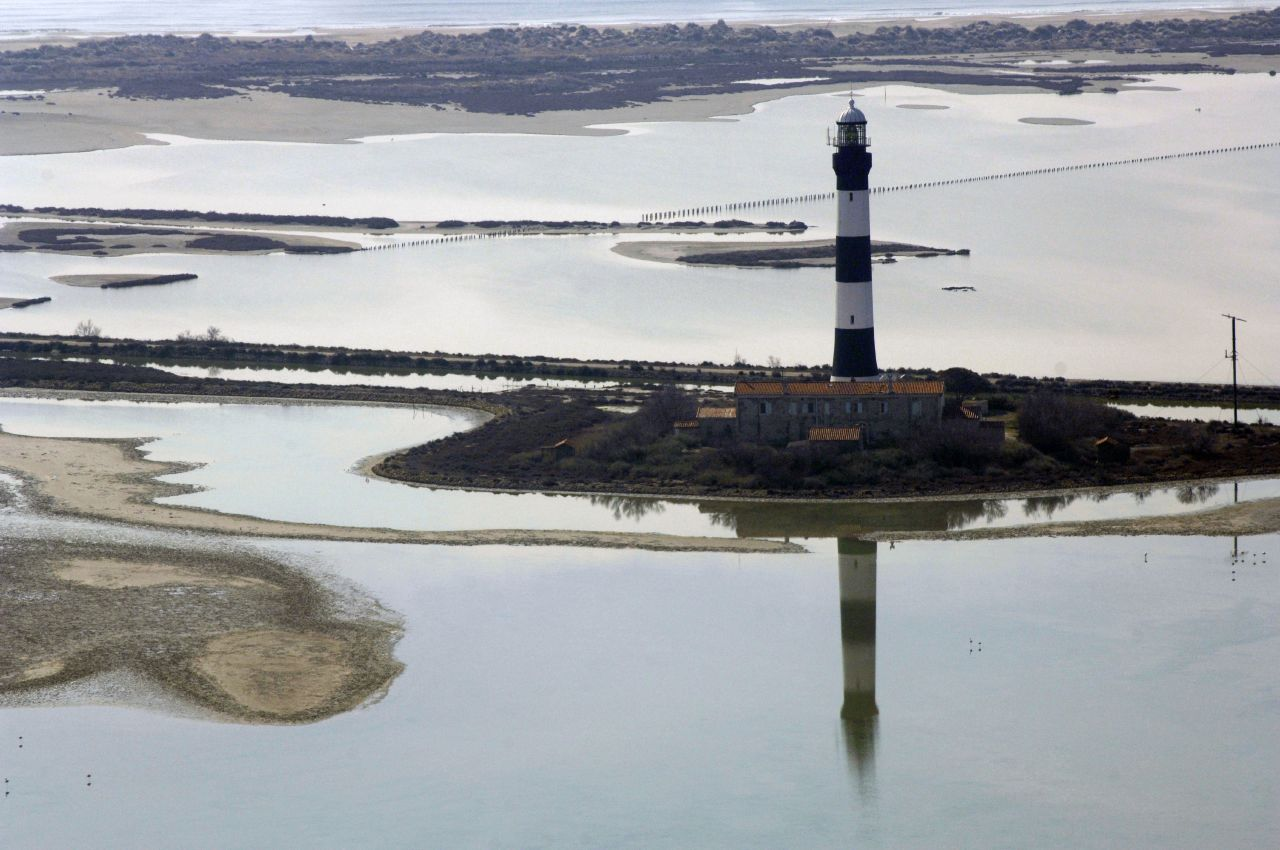
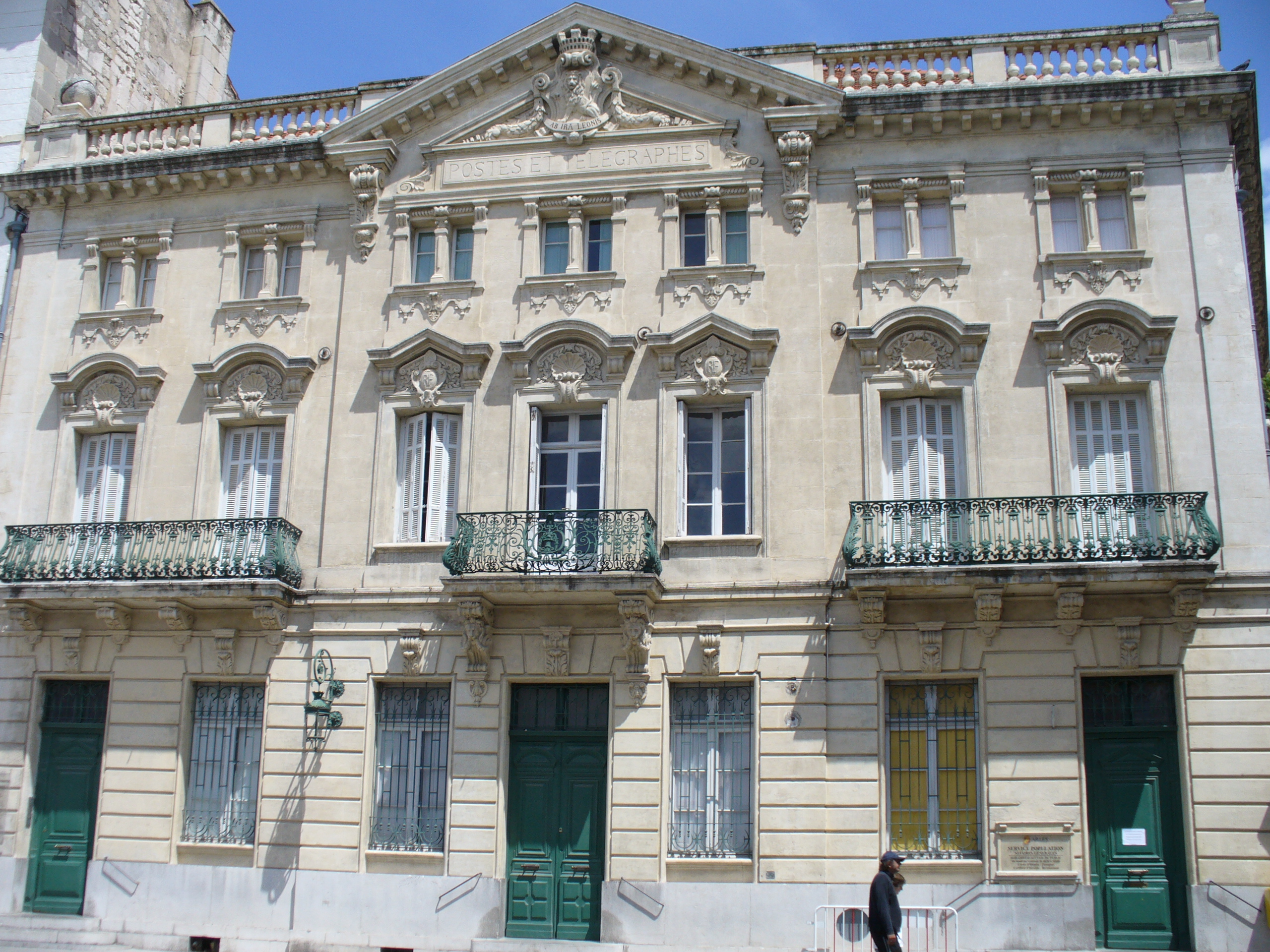
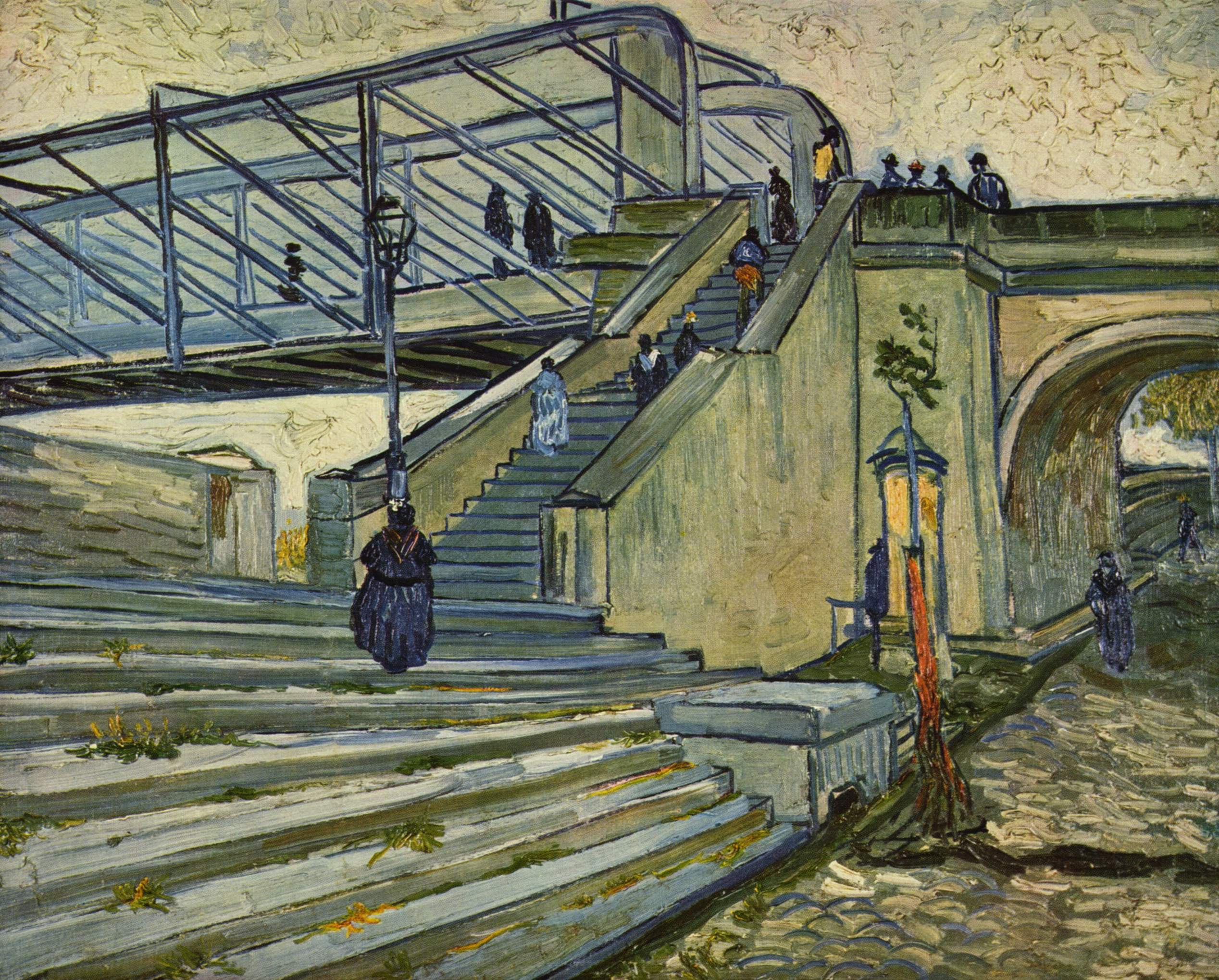
Trinquetaille av Vincent van Gogh
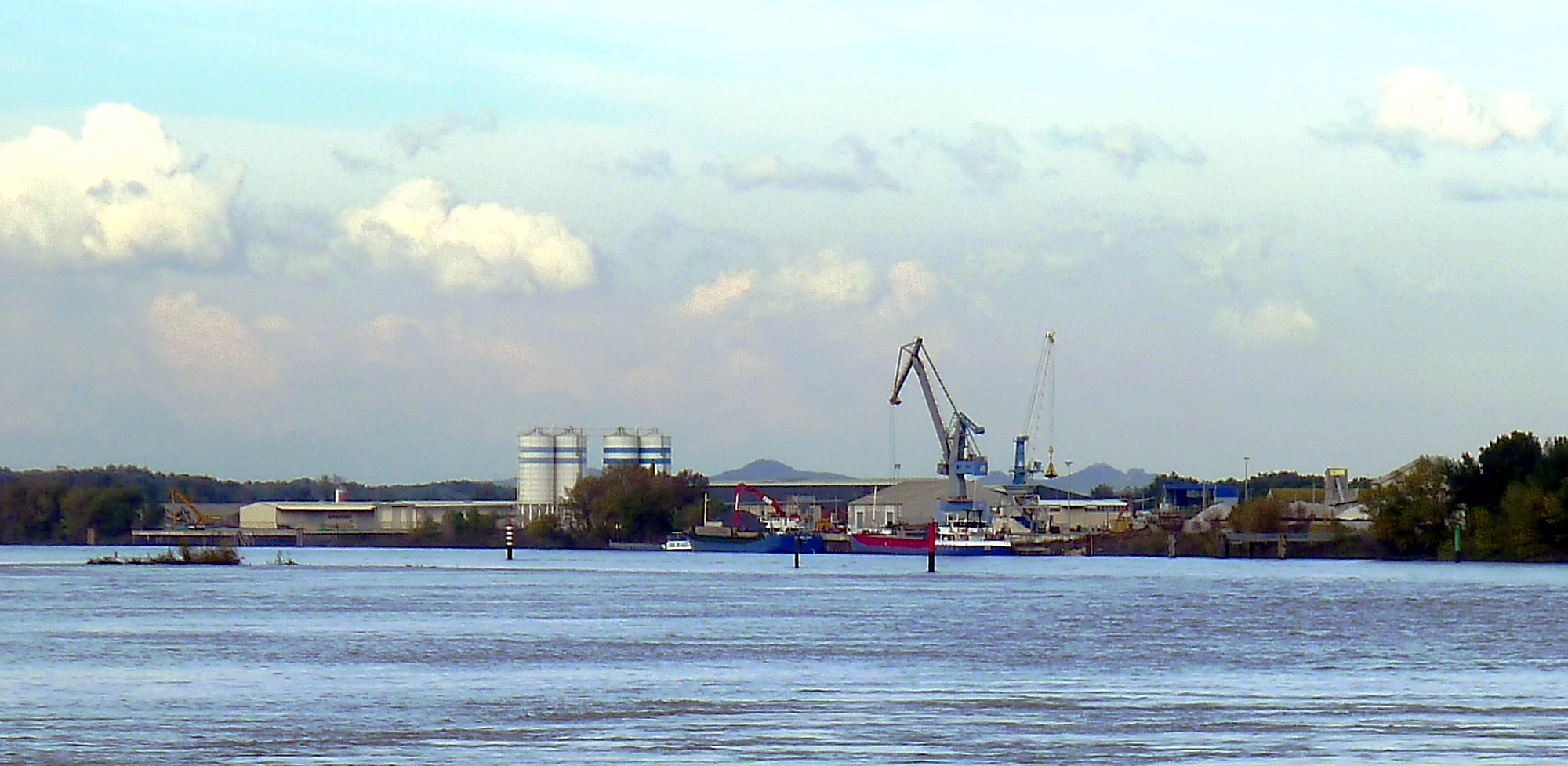
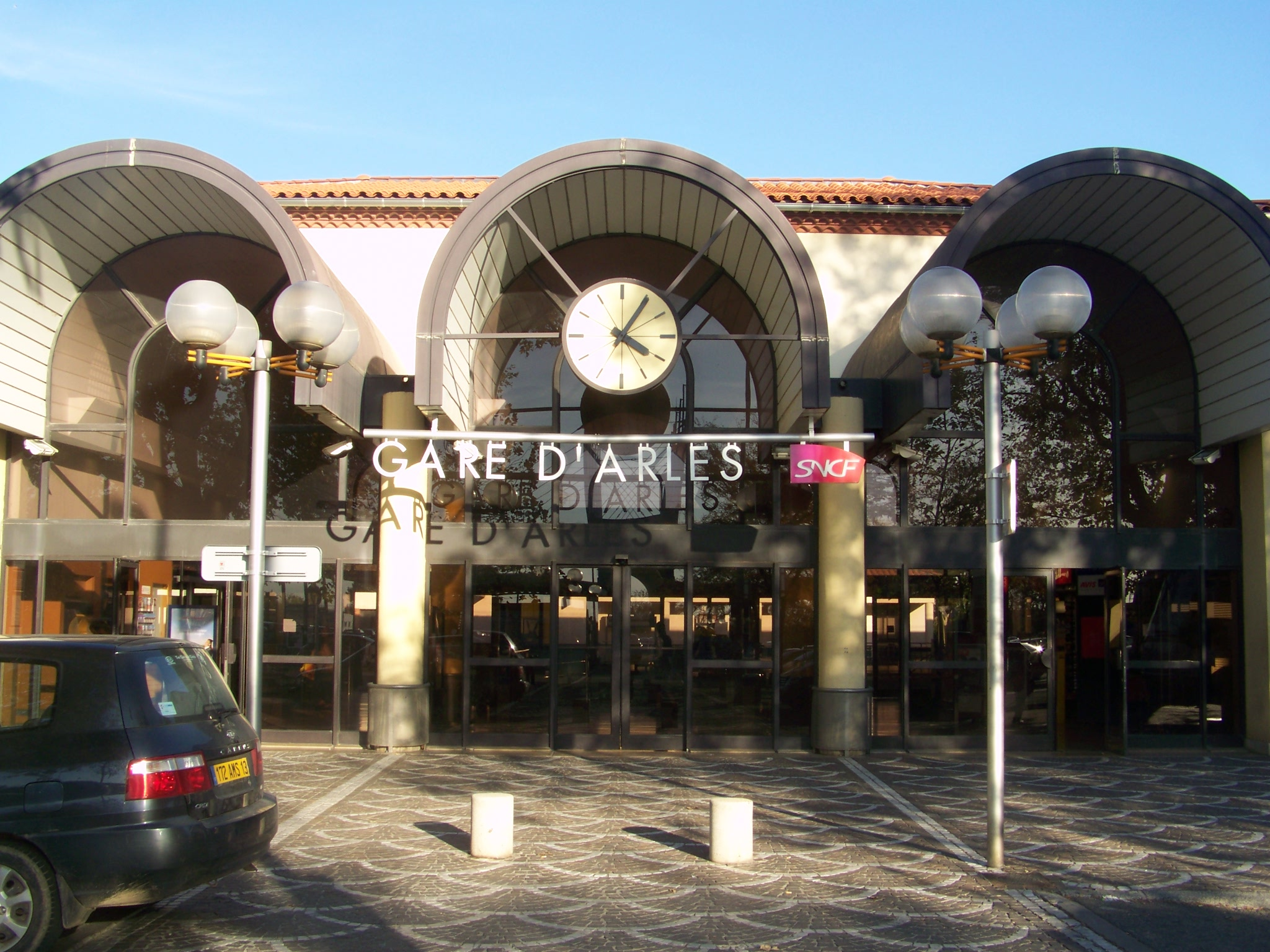